# Vicariat Apostòlic de Ruanda
El Vicariat Apostòlic de Ruanda va ser creat el 25 d'abril de 1922 des de la part nord de l'antic Vicariat Apostòlic de Kivu, que servia el territori del que ara és Ruanda. Va ser dirigit pel bisbe Léon-Paul Classe dels Pares Blancs. El Vicariat Apostòlic d'Urundi va ser creat en la mateixa data pel territori del que ara és Burundi i dirigit pel bisbe Julien-Louis-Edouard-Marie Gorju.
El bisbe Classe va morir el 31 de gener de 1945 i va ser succeït pel bisbe Laurent-François Déprimoz. El 14 de febrer de 1952 l Vicariato Apostòlic de Rwanda es va dividir entre el Vicariat Apostòlic de Kabgayi sota el bisbe Deprimoz i el Vicariat Apostòlic de Nyundo sota el bisbe Aloys Bigirumwami.